# Tpig
Tpig (in russo  Тпиг?; in lingua agul: Типпигъ) è un villaggio della Russia situato nel Daghestan. Appartiene al rajon Agul'skij di cui è il centro amministrativo.
L'insediamento è situato 130 km a sud della città di Machačkala, ai piedi del versante meridionale del monte Aldal.